# كريستين غودسي
كريستين روغيه غودسي (بالإنجليزية: Kristen R. Ghodsee)‏ (من مواليد 26 أبريل 1970) عالمة إثنوجرافية أمريكية وأستاذة في الدراسات الروسية وأوروبا الشرقية في جامعة بنسلفانيا، تُشتهر في المقام الأول بعملها الإثنوجرافي في بلغاريا ما بعد الشيوعية بالإضافة إلى مساهمتها في مجال دراسات النوع الاجتماعي ما بعد الاشتراكية. على عكس الرأي السائد لمعظم العلماء النسويات في تسعينيات القرن العشرين اللواتي اعتقدن أن النساء سيتضررن بشكل غير متناسب من انهيار الشيوعية، جادلت غودسي بأن العديد من نساء أوروبا الشرقية سيحققن نتائج أفضل من الرجال في أسواق العمل التنافسية الجديدة بسبب رأس المال الثقافي الذي اكتسبنه قبل عام 1989. انتقدت دور المنظمات النسائية غير الحكومية الغربية بعملها لجانب نساء أوروبا الشرقية في تسعينيات القرن العشرين. درست العلاقات المتغيرة بين الجنسين للأقليات المسلمة بعد الشيوعية، وتقاطعات المعتقدات والممارسات الإسلامية مع البقايا الأيديولوجية للماركسية اللينينية.

## الحياة المهنية
تلقت غودسي شهادة البكالوريوس في جامعة كاليفورنيا في سانتا كروز وشهادتها الدكتوراه في جامعة كاليفورنيا في بيركلي. حصلت على العديد من الزمالات البحثية، بما في ذلك زمالة مؤسسة العلوم الوطنية لفولبرايت، المجلس الأمريكي للمجتمعات المتعلمة، المجلس الدولي للبحوث والتبادل (آي آر إي إكس)، والمجلس الوطني للبحوث الأوروبية الآسيوية وشرق أوروبا. زميلة مقيمة في معهد الدراسات المتقدمة في برينستون، مركز وودرو ويلسون الدولي للباحثين في واشنطن، معهد ماكس بلانك للبحوث الديمغرافية في روستوك، ألمانيا، معهد رادكليف للدراسة المتقدمة في جامعة هارفارد، ومعهد فرايبورغ للدراسات المتقدمة (إف آر آي إيه إس). في عام 2012، انتُخِبت رئيسة لجمعية الأنثروبولوجيا الإنسانية.

## الانتقادات
أثار عمل غودسي الأكاديمي على النوع الاجتماعي والحياة اليومية في أثناء الاشتراكية وبعدها انتقادات من النسويات الغربيات. في مقال عام 2014 في المجلة الأوروبية لدراسات المرأة، أدرجت الفيلسوفة نانيت فونك غودسي ضمن بعض من «عالمات المراجعات التاريخيات النسويات» اللاتي يروجن بشكل غير ناقد لإنجازات المنظمات النسائية في الحقبة الشيوعية، متجاهلات الطبيعة القمعية للأنظمة الاستبدادية في أوروبا الشرقية. جادلت فونك في أن «المراجِعات التاريخيات النسويات» حريصات جدًا على «رغبتهنّ في العثور على وكالة نسائية في ماضٍ ماركسي مناهض للرأسمالية»، هذا «يؤدي إلى تشوهات» و «تقديم ادعاءات جريئة للغاية» حول إمكانيات النشاط النسوي تحت الحكم الشيوعي.
ردًّا على ذلك، تؤكد غودسي أن منحتها الدراسية تسعى إلى توسيع فكرة الحركة النسائية إلى أبعد من «تحقيق الذات»، مؤكدة أنه «إذا كان الهدف من الحركة النسائية هو تحسين حياة المرأة، إلى جانب القضاء على التمييز وتعزيز المساواة مع الرجل، فهناك مجال واسع لإعادة النظر فيما تسميه كراسميرا داسكالوفا سياسات «صديقة للمرأة» للمنظمات النسائية الاشتراكية الحكومية». وتشير إلى أن «الهدف من الكثير من المنح الدراسية الحديثة للمنظمات النسائية الاشتراكية الحكومية هو إظهار كيف يمكن أن تؤدي الإيديولوجية الشيوعية إلى تحسينات حقيقية في محو الأمية والتعليم والتدريب المهني، فضلًا عن الحصول على الرعاية الصحية، وتمديد إجازة الأمومة مدفوعة الأجر، وتقليص اعتمادهن الاقتصادي على الرجال (حقائق لا أحد ينكرها حتى فونك).

## الحياة الشخصية
تُعرّف غودسي نفسها بأنها من «التراث الفارسي البورتوريكي». والدها فارسي، ووالدتها بورتوريكية، وترعرعت غودسي في سان دييغو، حيث التقت في الجامعة، وتزوجت من طالب قانون بلغاري. وهي أمٌّ لابنةٍ مراهقة.